# Clasificación de AFC para la Copa Mundial de Fútbol de 1994
En la fase de clasificación para la Copa Mundial de Fútbol de 1994 celebrada en Estados Unidos, la AFC dispuso de 2 plazas (de las 24 totales del mundial). Para asignar estas plazas, a la que optaban 30 equipos, se realizó un torneo dividido en dos rondas:
- Primera ronda: Las 30 selecciones se dividieron en 6 grupos de 5 equipos cada uno; aunque Birmania y Nepal  se retiraron después, sin jugar ningún partido. Con las 28 selecciones restantes, se formaron 4 grupos de 5 selecciones y 2 grupos de 4 selecciones cada uno. En cada grupo se jugaría una liguilla, con partidos como local y visitante. El primero del grupo avanzaría a la ronda final.

- Ronda final: Las 6 selecciones se enfrentaron en una liguilla jugada en Doha (Catar) con cinco juegos por equipo, al término de los cuales los dos primeros se clasificarían para la Copa Mundial de Fútbol de 1994.

## Primera ronda

### Grupo A
| Equipo   | Pts | PJ | PG | PE | PP | GF | GC | DIF |
| -------- | --- | -- | -- | -- | -- | -- | -- | --- |
| Irak     | 13  | 8  | 6  | 1  | 1  | 28 | 4  | 24  |
| China    | 12  | 8  | 6  | 0  | 2  | 18 | 4  | 14  |
| Yemen    | 8   | 8  | 3  | 2  | 3  | 12 | 13 | -1  |
| Jordania | 7   | 8  | 2  | 3  | 3  | 12 | 15 | -3  |
| Pakistán | 0   | 8  | 0  | 0  | 8  | 2  | 36 | -34 |

### Detalle de partidos
| 22 de mayo de 1993 | Jordania            | 1:1 (0:0) | Yemen             | Estadio Al-Hassan, Irbid, Jordania |                              |
|                    | Subhi Al-Gnimaz 65' |           | 72' Wagdan Shadli | Árbitro(s): Mohamed Al-Mulla       | Árbitro(s): Mohamed Al-Mulla |

| 22 de mayo de 1993 | Pakistán | 0:5 (0:1) | China                                                    | Estadio Al-Hassan, Irbid, Jordania                      |                                                         |
|                    |          |           | 38' Gao Hongbo · 55' 59' 82' Cai Sheng · 71' Hao Haidong | Asistencia: 10.000 espectadores Árbitro(s): Ammar Ammar | Asistencia: 10.000 espectadores Árbitro(s): Ammar Ammar |

| 24 de mayo de 1993 | Jordania         | 1:1 (1:0) | Irak               | Estadio Al-Hassan, Irbid, Jordania |                             |
|                    | Jeris Tadrus 16' |           | 75' Munthir Khalaf | Árbitro(s): Pirom Anprasert        | Árbitro(s): Pirom Anprasert |

| 24 de mayo de 1993 | Yemen                                                                             | 5:1 (1:1) | Pakistán       | Estadio Al-Hassan, Irbid, Jordania |                            |
|                    | Omar Mubarak 20' 53' · Ahmed Bareed 77' · Wagdan Shadli 80' · Mohamed Abdulla 82' |           | 12' Tahir Agha | Árbitro(s): Hossein Askari         | Árbitro(s): Hossein Askari |

| 26 de mayo de 1993 | Jordania | 0:3 (0:0) | China                                         | Estadio Al-Hassan, Irbid, Jordania   |                                      |
|                    |          |           | 61' Gao Hongbo · 66' Wu Qunli · 89' Cai Sheng | Árbitro(s): Hossein Askari Milajerdi | Árbitro(s): Hossein Askari Milajerdi |

| 26 de mayo de 1993 | Yemen             | 1:6 (1:3) | Irak                                                                                        | Estadio Al-Hassan, Irbid, Jordania |                         |
|                    | Asam Duraiban 16' |           | 1' Laith Hussein · 22' 76' Alaa Kadhim · 35' Mahdi Kadhim · 55' Ahmed Radhi · 73' Saad Qais | Árbitro(s): Ammar Ammar            | Árbitro(s): Ammar Ammar |

| 28 de mayo de 1993 | Pakistán | 0:8 (0:4) | Irak | Estadio Al-Hassan, Irbid, Jordania |                              |
|                    |          |           | 12' Laith Hussein · 21' 70' Saad Qais · 27' 75' Alaa Kadhim · 44' Ahmed Radhi · 77' Munthir Khalaf · 88' Naeem Saddam | Árbitro(s): Mohamed Al-Mulla       | Árbitro(s): Mohamed Al-Mulla |

| 28 de mayo de 1993 | Yemen                | 1:0 (0:0) | China | Estadio Al-Hassan, Irbid, Jordania                       |                                                          |
|                    | Saleh Rabiah Ben 62' |           |       | Asistencia: 800 espectadores Árbitro(s): Jamal Al Sharif | Asistencia: 800 espectadores Árbitro(s): Jamal Al Sharif |

| 30 de mayo de 1993 | Jordania                                         | 3:1 (1:0) | Pakistán         | Estadio Al-Hassan, Irbid, Jordania |                             |
|                    | Mohammad Muharam 8' 89' · Hisham Abdul-Munam 90' |           | 80' Abdul Farooq | Árbitro(s): Jamal Al Sharif        | Árbitro(s): Jamal Al Sharif |

| 30 de mayo de 1993 | Irak            | 1:0 (0:0) | China | Estadio Al-Hassan, Irbid, Jordania |                             |
|                    | Ahmed Radhi 55' |           |       | Árbitro(s): Pirom Anprasert        | Árbitro(s): Pirom Anprasert |

| 12 de junio de 1993 | Yemen              | 1:1 (0:0) | Jordania             | Centro Deportivo de Chengdu, Chengdu, China |                         |
|                     | Sharaf Mahfood 52' |           | 73' Aref Al-Shewaier | Árbitro(s): Ali Bujsaim                     | Árbitro(s): Ali Bujsaim |

| 12 de junio de 1993 | China                                | 3:0 (0:0) | Pakistán | Centro Deportivo de Chengdu, Chengdu, China |                          |
|                     | Gao Hongbo 60' 89' · Hao Haidong 62' |           |          | Árbitro(s): Kim Jong Sik                    | Árbitro(s): Kim Jong Sik |

| 14 de junio de 1993 | Irak                                                     | 4:0 (3:0) | Jordania | Centro Deportivo de Chengdu, Chengdu, China |                             |
|                     | Laith Hussein 3' 17' · Alaa Kadhim 25' · Ahmed Radhi 52' |           |          | Árbitro(s): Masayoshi Okada                 | Árbitro(s): Masayoshi Okada |

| 14 de junio de 1993 | Pakistán | 0:3 (0:1) | Yemen                                        | Centro Deportivo de Chengdu, Chengdu, China |                        |
|                     |          |           | 39' 72' Ahmed Al-Brid · 77' Mohamed Abdullah | Árbitro(s): An Bong-ki                      | Árbitro(s): An Bong-ki |

| 16 de junio de 1993 | China                                | 4:1 (1:0) | Jordania           | Centro Deportivo de Chengdu, Chengdu, China |                        |
|                     | Li Bing 16' 76' · Gao Hongbo 50' 80' |           | 56' Jamal Abu-Abed | Árbitro(s): An Bong-ki                      | Árbitro(s): An Bong-ki |

| 16 de junio de 1993 | Irak                                                 | 3:0 (0:0) | Yemen | Centro Deportivo de Chengdu, Chengdu, China |                                |
|                     | Naeem Saddam 46' · Saad Qais 64' · Laith Hussein 80' |           |       | Árbitro(s): Santos Jose Manuel              | Árbitro(s): Santos Jose Manuel |

| 18 de junio de 1993 | Irak                                                       | 4:0 (2:0) | Pakistán | Centro Deportivo de Chengdu, Chengdu, China |                          |
|                     | Saad Qais 16' 17' · Radhi Shenaishil 37' · Ahmed Daham 64' |           |          | Árbitro(s): Kim Jong Sik                    | Árbitro(s): Kim Jong Sik |

| 18 de junio de 1993 | China       | 1:0 (0:0) | Yemen | Centro Deportivo de Chengdu, Chengdu, China |                             |
|                     | Xu Hong 73' |           |       | Árbitro(s): Masayoshi Okada                 | Árbitro(s): Masayoshi Okada |

| 20 de junio de 1993 | Pakistán | 0:5 (0:4) | Jordania                                                                                | Centro Deportivo de Chengdu, Chengdu, China |                                |
|                     |          |           | 14' 70' Subhi Al-Gnimaz · 28' Jeris Tadrus · 43' Mohammad Muharam · 44' Ahmad Al-Bashir | Árbitro(s): Santos Jose Manuel              | Árbitro(s): Santos Jose Manuel |

| 20 de junio de 1993 | China                         | 2:1 (0:0) | Irak               | Centro Deportivo de Chengdu, Chengdu, China |                         |
|                     | Xu Hong 63' · Zhao Faqing 89' |           | 47' Akram Emmanuel | Árbitro(s): Ali Bujsaim                     | Árbitro(s): Ali Bujsaim |

### Grupo B
| Equipo       | Pts      | PJ       | PG       | PE       | PP       | GF       | GC       | DIF      |
| ------------ | -------- | -------- | -------- | -------- | -------- | -------- | -------- | -------- |
| Irán         | 9        | 6        | 3        | 3        | 0        | 15       | 2        | 13       |
| Siria        | 9        | 6        | 3        | 3        | 0        | 14       | 4        | 10       |
| Omán         | 6        | 6        | 2        | 2        | 2        | 10       | 5        | 5        |
| China Taipéi | 0        | 6        | 0        | 0        | 6        | 3        | 31       | -28      |
| Birmania     | Abandonó | Abandonó | Abandonó | Abandonó | Abandonó | Abandonó | Abandonó | Abandonó |

### Detalle de partidos
| 23 de junio de 1993 | Irán | 0:0 (0:0) | Omán | Estadio Azadi, Teherán, Irán                                 |  |
|                     |      |           |      | Asistencia: 60.000 espectadores Árbitro(s): Shinichiro Obata |  |

| 23 de junio de 1993 | China Taipéi | 0:2 (0:2) | Siria                                           | Estadio Azadi, Teherán, Irán                            |                                                         |
|                     |              |           | Mohammad Afash 15' · Mohamad Moustafa Kadir 42' | Asistencia: 40.000 espectadores Árbitro(s): Neji Jouini | Asistencia: 40.000 espectadores Árbitro(s): Neji Jouini |

| 25 de junio de 1993 | Omán | 0:0 (0:0) | Siria | Estadio Azadi, Teherán, Irán                                 |  |
|                     |      |           |       | Asistencia: 70.000 espectadores Árbitro(s): Shinichiro Obata |  |

| 25 de junio de 1993 | Irán                                                           | 6:0 (3:0) | China Taipéi | Estadio Azadi, Teherán, Irán                              |                                                           |
|                     | Hamid Estili 18' · Modir Roosta 40' 46' 50' 75' · Ali Daei 43' |           |              | Asistencia: 70.000 espectadores Árbitro(s): Sumanta Kumar | Asistencia: 70.000 espectadores Árbitro(s): Sumanta Kumar |

| 27 de junio de 1993 | Omán                                                 | 2:1 (2:0) | China Taipéi     | Estadio Azadi, Teherán, Irán                             |                                                          |
|                     | Yousuf Saleh Al-Alawi 29' · Yunis Aman Al-Naseeb 35' |           | 78' Chen Fu-Yuan | Asistencia: 50.000 espectadores Árbitro(s): Omar Abu Lim | Asistencia: 50.000 espectadores Árbitro(s): Omar Abu Lim |

| 27 de junio de 1993 | Irán             | 1:1 (0:0) | Siria                 | Estadio Azadi, Teherán, Irán                                   |                                                                |
|                     | Modir Roosta 63' |           | 82' Abdul Latif Helou | Asistencia: 75.000 espectadores Árbitro(s): Pierluigi Pairetto | Asistencia: 75.000 espectadores Árbitro(s): Pierluigi Pairetto |

| 2 de julio de 1993 | Omán | 0:1 (0:1) | Irán                 | Estadio Abbasiyyin, Damasco, Siria                           |                                                              |
|                    |      |           | 36' Hamid Derakhshan | Asistencia: 10.000 espectadores Árbitro(s): Mohamed Abdullah | Asistencia: 10.000 espectadores Árbitro(s): Mohamed Abdullah |

| 2 de julio de 1993 | Siria | 8:1 (6:1) | China Taipéi        | Estadio Abbasiyyin, Damasco, Siria                           |                                                              |
|                    | Abdul Latif Helou 3' 71' · Jamal Kazem 6' · Munaf Ramadan 12' · Ali Cheikh Dib 19' · Mohammad Afash 23' 45' · Nizar Mahrous 80' |           | 36' Chen Jiunn-ming | Asistencia: 40.000 espectadores Árbitro(s): Daham Al-Ikiadat | Asistencia: 40.000 espectadores Árbitro(s): Daham Al-Ikiadat |

| 4 de julio de 1993 | Siria                                          | 2:1 (1:0) | Omán                          | Estadio Abbasiyyin, Damasco, Siria                                 |                                                                    |
|                    | Nizar Mahrous 45' · Mohamad Moustafa Kadir 62' |           | 57' Hamdan Abdulla Al-Moamari | Asistencia: 40.000 espectadores Árbitro(s): Kadri Abdulasim Tafrik | Asistencia: 40.000 espectadores Árbitro(s): Kadri Abdulasim Tafrik |

| 4 de julio de 1993 | China Taipéi | 0:6 (0:4) | Irán | Estadio Abbasiyyin, Damasco, Siria                           |                                                              |
|                    |              |           | 8' Hamid Derakhshan · 15' Majid Namjoo-Motlagh · 19' 48' Ali Daei · 22' Mehdi Abtahi · 74' Hamid Estili | Asistencia: 15.000 espectadores Árbitro(s): Mohamed Abdullah | Asistencia: 15.000 espectadores Árbitro(s): Mohamed Abdullah |

| 7 de julio de 1993 | China Taipéi        | 1:7 (0:3) | Omán | Estadio Abbasiyyin, Damasco, Siria                       |                                                          |
|                    | Yeh Ching-Tueng 66' |           | 6' Yousuf Saleh Al-Alawi · 15' 88' Mohammed Abdul Noor · 24' 82' Rashid Al-Wahaibi · 64' Mattar Al-Mukhaini · 74' Nabil Al-Siyabi | Asistencia: 20.000 espectadores Árbitro(s): Tallal Salah | Asistencia: 20.000 espectadores Árbitro(s): Tallal Salah |

| 7 de julio de 1993 | Siria                      | 1:1 (0:1) | Irán                 | Estadio Abbasiyyin, Damasco, Siria                            |                                                               |
|                    | Mohamad Moustafa Kadir 89' |           | 15' Hamid Derakhshan | Asistencia: 40.000 espectadores Árbitro(s): Vassillos Nikakis | Asistencia: 40.000 espectadores Árbitro(s): Vassillos Nikakis |

### Grupo C
| Equipo          | Pts | PJ | PG | PE | PP | GF | GC | DIF |
| --------------- | --- | -- | -- | -- | -- | -- | -- | --- |
| Corea del Norte | 15  | 8  | 7  | 1  | 0  | 19 | 6  | 13  |
| Catar           | 11  | 8  | 5  | 1  | 2  | 22 | 8  | 14  |
| Singapur        | 10  | 8  | 5  | 0  | 3  | 12 | 12 | 0   |
| Indonesia       | 2   | 8  | 1  | 0  | 7  | 6  | 19 | -13 |
| Vietnam         | 2   | 8  | 1  | 0  | 7  | 4  | 18 | -14 |

### Detalle de partidos
| 9 de abril de 1993 | Catar                                       | 3:1 (0:0) | Indonesia          | Estadio Internacional Jalifa, Doha, Catar                    |                                                              |
|                    | Mahmoud Soufi 51' 79' · Fahad Al Kuwari 55' |           | 85' Singgih Pitono | Asistencia: 10.000 espectadores Árbitro(s): Hossein Khoskhan | Asistencia: 10.000 espectadores Árbitro(s): Hossein Khoskhan |

| 9 de abril de 1993 | Corea del Norte                                        | 3:0 (1:0) | Vietnam | Estadio Internacional Jalifa, Doha, Catar                  |                                                            |
|                    | Yun Jong-su 29' · Choi Yong-son 85' · Ryu Song-gun 86' |           |         | Asistencia: 2.500 espectadores Árbitro(s): Mohamed Senhoub | Asistencia: 2.500 espectadores Árbitro(s): Mohamed Senhoub |

| 11 de abril de 1993 | Corea del Norte                    | 2:1 (0:1) | Singapur             | Estadio Internacional Jalifa, Doha, Catar                |                                                          |
|                     | Cho In-chol 64' · Choe Won-Nam 75' |           | 33' V. Sundramoorthy | Asistencia: 1.500 espectadores Árbitro(s): Ishak Abu Ali | Asistencia: 1.500 espectadores Árbitro(s): Ishak Abu Ali |

| 11 de abril de 1993 | Catar                                                                                     | 4:0 (2:0) | Vietnam | Estadio Internacional Jalifa, Doha, Catar              |                                                        |
|                     | Mubarak Mustafa 34' · Mahmoud Soufi 37' · Yousef Khalaf 50' · Sultan Bakhit Al-Kuwari 60' |           |         | Asistencia: 7.500 espectadores Árbitro(s): Xuezhi Wang | Asistencia: 7.500 espectadores Árbitro(s): Xuezhi Wang |

| 13 de abril de 1993 | Corea del Norte                                             | 4:0 (2:0) | Indonesia | Estadio Internacional Jalifa, Doha, Catar                 |                                                           |
|                     | Ryu Song-gun 19' · Choi Yong-son 42' 58' · Robby Darwis 77' |           |           | Asistencia: 200 espectadores Árbitro(s): Hossein Khoskhan | Asistencia: 200 espectadores Árbitro(s): Hossein Khoskhan |

| 13 de abril de 1993 | Vietnam                                | 2:3 (1:2) | Singapur                                                | Estadio Internacional Jalifa, Doha, Catar                  |                                                            |
|                     | Lư Đình Tuấn 14' · Phan Thanh Hùng 77' |           | 19' Fandi Ahmad · 35' Steven Tan · 73' V. Sundramoorthy | Asistencia: 100 espectadores Árbitro(s): Shin-Ichiro Obata | Asistencia: 100 espectadores Árbitro(s): Shin-Ichiro Obata |

| 16 de abril de 1993 | Catar                                                             | 4:1 (0:0) | Singapur        | Estadio Internacional Jalifa, Doha, Catar               |                                                         |
|                     | Mubarak Mustafa 70' 90' · Mahmoud Soufi 84' · Khalil Al-Malki 89' |           | 58' Fandi Ahmad | Asistencia: 10.000 espectadores Árbitro(s): Xuezhi Wang | Asistencia: 10.000 espectadores Árbitro(s): Xuezhi Wang |

| 16 de abril de 1993 | Vietnam               | 1:0 (0:0) | Indonesia | Estadio Internacional Jalifa, Doha, Catar                |                                                          |
|                     | Hà Vương Ngầu Nại 61' |           |           | Asistencia: 1.000 espectadores Árbitro(s): Ishak Abu Ali | Asistencia: 1.000 espectadores Árbitro(s): Ishak Abu Ali |

| 18 de abril de 1993 | Indonesia | 0:2 (0:0) | Singapur                            | Estadio Internacional Jalifa, Doha, Catar                  |                                                            |
|                     |           |           | 75' Rafi Ali · 83' V. Sundramoorthy | Asistencia: 1.000 espectadores Árbitro(s): Mohamed Senhoub | Asistencia: 1.000 espectadores Árbitro(s): Mohamed Senhoub |

| 18 de abril de 1993 | Catar               | 1:2 (0:0) | Corea del Norte      | Estadio Internacional Jalifa, Doha, Catar                     |                                                               |
|                     | Khalil Al-Malki 89' |           | 49' 57' Ryu Song-gun | Asistencia: 15.000 espectadores Árbitro(s): Shin-Ichiro Obata | Asistencia: 15.000 espectadores Árbitro(s): Shin-Ichiro Obata |

| 24 de abril de 1993 | Indonesia    | 1:4 (1:1) | Catar                                                               | Estadio Nacional de Singapur, Singapur, Singapur            |                                                             |
|                     | Sudirman 28' |           | 35' 61' Khalil Al-Malki · 75' Fahad Al Kuwari · 83' Zamel Al Kuwari | Asistencia: 10.000 espectadores Árbitro(s): Pirom Anprasert | Asistencia: 10.000 espectadores Árbitro(s): Pirom Anprasert |

| 24 de abril de 1993 | Vietnam | 0:1 (0:0) | Corea del Norte | Estadio Nacional de Singapur, Singapur, Singapur            |                                                             |
|                     |         |           | 61' Ri Yong-jin | Asistencia: 10.000 espectadores Árbitro(s): Abayawansa Yapa | Asistencia: 10.000 espectadores Árbitro(s): Abayawansa Yapa |

| 26 de abril de 1993 | Singapur        | 1:3 (0:2) | Corea del Norte                          | Estadio Nacional de Singapur, Singapur, Singapur            |                                                             |
|                     | Razali Saad 72' |           | 26' Choe Won-Nam · 41' 76' Choi Yong-son | Asistencia: 10.000 espectadores Árbitro(s): Ibrahim Leamash | Asistencia: 10.000 espectadores Árbitro(s): Ibrahim Leamash |

| 26 de abril de 1993 | Vietnam | 0:4 (0:2) | Catar                                                                                  | Estadio Nacional de Singapur, Singapur, Singapur           |                                                            |
|                     |         |           | 7' Khalil Al-Malki · 13' Zamel Al Kuwari · 52' Fahad Al Kuwari · 65' Rayed Al-Boloushi | Asistencia: 10.000 espectadores Árbitro(s): Shane Yi Chang | Asistencia: 10.000 espectadores Árbitro(s): Shane Yi Chang |

| 28 de abril de 1993 | Indonesia           | 1:2 (1:1) | Corea del Norte                       | Estadio Nacional de Singapur, Singapur, Singapur           |                                                            |
|                     | Rahmad Darmawan 35' |           | 4' Pang Gwang-chol · 68' Ryu Song-gun | Asistencia: 4.000 espectadores Árbitro(s): Pirom Anprasert | Asistencia: 4.000 espectadores Árbitro(s): Pirom Anprasert |

| 28 de abril de 1993 | Singapur     | 1:0 (0:0) | Vietnam | Estadio Nacional de Singapur, Singapur, Singapur                  |                                                                   |
|                     | Rafi Ali 54' |           |         | Asistencia: 4.000 espectadores Árbitro(s): Ibrahim Abharan Alvari | Asistencia: 4.000 espectadores Árbitro(s): Ibrahim Abharan Alvari |

| 30 de abril de 1993 | Singapur        | 1:0 (0:0) | Catar | Estadio Nacional de Singapur, Singapur, Singapur           |                                                            |
|                     | Fandi Ahmad 80' |           |       | Asistencia: 7.000 espectadores Árbitro(s): Abayawansa Yapa | Asistencia: 7.000 espectadores Árbitro(s): Abayawansa Yapa |

| 30 de abril de 1993 | Indonesia                           | 2:1 (0:1) | Vietnam             | Estadio Nacional de Singapur, Singapur, Singapur           |                                                            |
|                     | Putut Widjanarko 55' · Sudirman 75' |           | 30' Nguyễn Hồng Sơn | Asistencia: 7.000 espectadores Árbitro(s): Ibrahim Leamash | Asistencia: 7.000 espectadores Árbitro(s): Ibrahim Leamash |

| 2 de mayo de 1993 | Singapur                               | 2:1 (0:1) | Indonesia            | Estadio Nacional de Singapur, Singapur, Singapur            |                                                             |
|                   | Fandi Ahmad 70' · V. Sundramoorthy 85' |           | 2' Alexander Saununu | Asistencia: 10.000 espectadores Árbitro(s): Pirom Anprasert | Asistencia: 10.000 espectadores Árbitro(s): Pirom Anprasert |

| 2 de mayo de 1993 | Corea del Norte                    | 2:2 (1:1) | Catar                  | Estadio Nacional de Singapur, Singapur, Singapur                   |                                                                    |
|                   | Cho In-chol 40' · Kim Kyong-il 55' |           | 1' 86' Khalil Al-Malki | Asistencia: 10.000 espectadores Árbitro(s): Ibrahim Abharan Alvari | Asistencia: 10.000 espectadores Árbitro(s): Ibrahim Abharan Alvari |

### Grupo D
| Equipo        | Pts | PJ | PG | PE | PP | GF | GC | DIF |
| ------------- | --- | -- | -- | -- | -- | -- | -- | --- |
| Corea del Sur | 15  | 8  | 7  | 1  | 0  | 23 | 1  | 22  |
| Baréin        | 9   | 8  | 3  | 3  | 2  | 9  | 6  | 3   |
| Líbano        | 8   | 8  | 2  | 4  | 2  | 8  | 9  | -1  |
| Hong Kong     | 5   | 8  | 2  | 1  | 5  | 9  | 19 | -10 |
| India         | 3   | 8  | 1  | 1  | 6  | 8  | 22 | -14 |

### Detalle de partidos
| 7 de mayo de 1993 | Líbano                               | 2:2 (1:0) | India                                            | Bourj Hammoud Stadium, Beirut, Líbano                   |                                                         |
|                   | Babken Melikyan 37' · Jamal Taha 53' |           | 68' Tejinder Kumar · 82' Vatta Parambath Sathyan | Asistencia: 12.000 espectadores Árbitro(s): Nizar Watti | Asistencia: 12.000 espectadores Árbitro(s): Nizar Watti |

| 7 de mayo de 1993 | Hong Kong                          | 2:1 (1:1) | Baréin           | Bourj Hammoud Stadium, Beirut, Líbano                     |                                                           |
|                   | Cheung Kam Wa 20' · Au Wai Lun 57' |           | 44' Juma Marzouq | Asistencia: 12.000 espectadores Árbitro(s): Mohamed Bahar | Asistencia: 12.000 espectadores Árbitro(s): Mohamed Bahar |

| 9 de mayo de 1993 | Baréin | 0:0 (0:0) | Corea del Sur | Bourj Hammoud Stadium, Beirut, Líbano                       |  |
|                   |        |           |               | Asistencia: 10.000 espectadores Árbitro(s): Masayoshi Okada |  |

| 9 de mayo de 1993 | Líbano                               | 2:2 (1:2) | Hong Kong                           | Bourj Hammoud Stadium, Beirut, Líbano                          |                                                                |
|                   | Rafi Joulfagi 43' · Fadi Alloush 80' |           | 13' Tam Siu Wai · 19' Cheung Kam Wa | Asistencia: 12.000 espectadores Árbitro(s): Hameed Al Hindyani | Asistencia: 12.000 espectadores Árbitro(s): Hameed Al Hindyani |

| 11 de mayo de 1993 | India                | 1:2 (0:1) | Hong Kong                        | Bourj Hammoud Stadium, Beirut, Líbano                          |                                                                |
|                    | Bhupinder Thakur 54' |           | 15' Loh Wai Chi · 59' Lee Kin Wo | Asistencia: 12.000 espectadores Árbitro(s): Mohammed Asif Qazi | Asistencia: 12.000 espectadores Árbitro(s): Mohammed Asif Qazi |

| 11 de mayo de 1993 | Líbano | 0:1 (0:1) | Corea del Sur  | Bourj Hammoud Stadium, Beirut, Líbano                     |                                                           |
|                    |        |           | 17' Ha Seok-ju | Asistencia: 20.000 espectadores Árbitro(s): Mohamed Bahar | Asistencia: 20.000 espectadores Árbitro(s): Mohamed Bahar |

| 13 de mayo de 1993 | Líbano | 0:0 (0:0) | Baréin | Bourj Hammoud Stadium, Beirut, Líbano                       |  |
|                    |        |           |        | Asistencia: 12.000 espectadores Árbitro(s): Masayoshi Okada |  |

| 13 de mayo de 1993 | India | 0:3 (0:1) | Corea del Sur                                          | Bourj Hammoud Stadium, Beirut, Líbano                          |                                                                |
|                    |       |           | 19' Hong Myung-bo · 70' Choi Moon-sik · 89' Ha Seok-ju | Asistencia: 17.000 espectadores Árbitro(s): Hameed Al Hindyani | Asistencia: 17.000 espectadores Árbitro(s): Hameed Al Hindyani |

| 15 de mayo de 1993 | Hong Kong | 0:3 (0:1) | Corea del Sur                                         | Bourj Hammoud Stadium, Beirut, Líbano                  |                                                        |
|                    |           |           | 21' Ha Seok-ju · 50' Seo Jung-won · 73' Choi Moon-sik | Asistencia: 1.500 espectadores Árbitro(s): Nizar Watti | Asistencia: 1.500 espectadores Árbitro(s): Nizar Watti |

| 15 de mayo de 1993 | Baréin                       | 2:1 (2:0) | India                       | Bourj Hammoud Stadium, Beirut, Líbano                         |                                                               |
|                    | Khamis Eid 4' · Ali Saad 31' |           | 90' Vatta Parambath Sathyan | Asistencia: 1.500 espectadores Árbitro(s): Mohammed Asif Qazi | Asistencia: 1.500 espectadores Árbitro(s): Mohammed Asif Qazi |

| 5 de junio de 1993 | Corea del Sur                                                              | 4:1 (1:1) | Hong Kong      | Estadio Olímpico de Seúl, Seúl, Corea del Sur                  |                                                                |
|                    | Choi Moon-sik 12' · Jung Jae-kwon 76' · Ha Seok-ju 81' · Noh Jung-yoon 85' |           | 21' Au Wai Lun | Asistencia: 25.428 espectadores Árbitro(s): Choochai Buaboocha | Asistencia: 25.428 espectadores Árbitro(s): Choochai Buaboocha |

| 5 de junio de 1993 | Baréin | 0:0 (0:0) | Líbano | Estadio Olímpico de Seúl, Seúl, Corea del Sur                       |  |
|                    |        |           |        | Asistencia: 17.430 espectadores Árbitro(s): Moh. Shareif Al Yanbawi |  |

| 7 de junio de 1993 | India | 0:3 (0:1) | Baréin                                  | Estadio Olímpico de Seúl, Seúl, Corea del Norte                 |                                                                 |
|                    |       |           | 20' 53' Khamis Mubarak · 54' Khamis Eid | Asistencia: 20.000 espectadores Árbitro(s): Abdul Manan Sharrif | Asistencia: 20.000 espectadores Árbitro(s): Abdul Manan Sharrif |

| 7 de junio de 1993 | Corea del Sur                     | 2:0 (1:0) | Líbano | Estadio Olímpico de Seúl, Seúl, Corea del Sur               |                                                             |
|                    | Ha Seok-ju 31' · Hwangbo Kwan 56' |           |        | Asistencia: 27.151 espectadores Árbitro(s): Tariq Ahmed Ali | Asistencia: 27.151 espectadores Árbitro(s): Tariq Ahmed Ali |

| 9 de junio de 1993 | Hong Kong      | 1:2 (1:1) | Líbano                              | Estadio Olímpico de Seúl, Seúl, Corea del Sur                   |                                                                 |
|                    | Lee Kin Wo 17' |           | 38' Youssef Farhat · 76' Wael Nazha | Asistencia: 13.251 espectadores Árbitro(s): Abdul Manan Sharrif | Asistencia: 13.251 espectadores Árbitro(s): Abdul Manan Sharrif |

| 9 de junio de 1993 | Corea del Sur                                                                      | 7:0 (4:0) | India | Estadio Olímpico de Seúl, Seúl, Corea del Sur                       |                                                                     |
|                    | Lee Gi-bum 5' 25' 49' · Kim Tae-young 37' 70' · Park Jung-bae 39' · Ha Seok-ju 68' |           |       | Asistencia: 13.251 espectadores Árbitro(s): Moh. Shareif Al Yanbawi | Asistencia: 13.251 espectadores Árbitro(s): Moh. Shareif Al Yanbawi |

| 11 de junio de 1993 | India                | 1:2 (1:1) | Líbano                               | Estadio Olímpico de Seúl, Seúl, Corea del Sur         |                                                       |
|                     | Bhupinder Thakur 34' |           | 41' Hassan Ayoub · 79' Rafi Joulfagi | Asistencia: 1.000 espectadores Árbitro(s): Jihong Wei | Asistencia: 1.000 espectadores Árbitro(s): Jihong Wei |

| 11 de junio de 1993 | Baréin                                                           | 3:0 (1:0) | Hong Kong | Estadio Olímpico de Seúl, Seúl, Corea del Sur                 |                                                               |
|                     | Adel Abdulrahman Marzouq 1' · Samir Mubarak 46' · Khamis Eid 49' |           |           | Asistencia: 1.000 espectadores Árbitro(s): Choochai Buaboocha | Asistencia: 1.000 espectadores Árbitro(s): Choochai Buaboocha |

| 13 de junio de 1993 | Corea del Sur                                       | 3:0 (0:0) | Baréin | Estadio Olímpico de Seúl, Seúl, Corea del Sur          |                                                        |
|                     | Kang Chul 51' · Park Nam-yeol 63' · Gu Sang-bum 85' |           |        | Asistencia: 44.632 espectadores Árbitro(s): Jihong Wei | Asistencia: 44.632 espectadores Árbitro(s): Jihong Wei |

| 13 de junio de 1993 | Hong Kong          | 1:3 (0:1) | India                                                  | Estadio Olímpico de Seúl, Seúl, Corea del Sur               |                                                             |
|                     | Wong Chi Keung 66' |           | 6' 77' Inivalappil Mani Vijayan · 55' Bhupinder Thakur | Asistencia: 44.632 espectadores Árbitro(s): Tariq Ahmed Ali | Asistencia: 44.632 espectadores Árbitro(s): Tariq Ahmed Ali |

### Grupo E
| Equipo         | Pts | PJ | PG | PE | PP | GF | GC | DIF |
| -------------- | --- | -- | -- | -- | -- | -- | -- | --- |
| Arabia Saudita | 10  | 6  | 4  | 2  | 0  | 20 | 1  | 19  |
| Kuwait         | 8   | 6  | 3  | 2  | 1  | 21 | 4  | 17  |
| Malasia        | 6   | 6  | 2  | 2  | 2  | 16 | 7  | 9   |
| Macao          | 0   | 6  | 0  | 0  | 6  | 1  | 46 | -45 |

### Detalle de partidos
| 1 de mayo de 1993 | Macao | 0:6 (0:3) | Arabia Saudita | Estadio Merdeka, Kuala Lumpur, Malasia                     |                                                            |
|                   |       |           | 12' Sami Al-Jaber · 21' 24' Saeed Al-Owairan · 65' Abdullah Al-Dosari · 68' Fahad Al-Mehallel · 79' Khaled Al-Muwallid | Asistencia: 33.181 espectadores Árbitro(s): Kwang Taik Kim | Asistencia: 33.181 espectadores Árbitro(s): Kwang Taik Kim |

| 1 de mayo de 1993 | Malasia         | 1:1 (0:1) | Kuwait               | Estadio Merdeka, Kuala Lumpur, Malasia                     |                                                            |
|                   | Azman Adnan 59' |           | 8' Ayman Al-Hussaini | Asistencia: 33.181 espectadores Árbitro(s): Kiichiro Tachi | Asistencia: 33.181 espectadores Árbitro(s): Kiichiro Tachi |

| 3 de mayo de 1993 | Macao            | 1:10 (0:2) | Kuwait | Estadio Merdeka, Kuala Lumpur, Malasia                  |                                                         |
|                   | Daniel Pinto 76' |            | 22' 24' 55' 87' Ali Marwi · 61' 65' Hamed Al-Saleh · 71' 72' 81' Jasem Al-Huwaidi · 84' Basel Abdul Rahim | Asistencia: 25.082 espectadores Árbitro(s): Islam Rafiq | Asistencia: 25.082 espectadores Árbitro(s): Islam Rafiq |

| 3 de mayo de 1993 | Malasia                 | 1:1 (1:0) | Arabia Saudita         | Estadio Merdeka, Kuala Lumpur, Malasia                     |                                                            |
|                   | Abdul Mubin Mokhtar 31' |           | 88' Khaled Al-Muwallid | Asistencia: 25.082 espectadores Árbitro(s): Kiichiro Tachi | Asistencia: 25.082 espectadores Árbitro(s): Kiichiro Tachi |

| 5 de mayo de 1993 | Kuwait | 0:0 (0:0) | Arabia Saudita | Estadio Merdeka, Kuala Lumpur, Malasia                           |  |
|                   |        |           |                | Asistencia: 11.370 espectadores Árbitro(s): Ahmed Ibrahim Hakeem |  |

| 5 de mayo de 1993 | Malasia | 9:0 (4:0) | Macao | Estadio Merdeka, Kuala Lumpur, Malasia                        |                                                               |
|                   | Azman Adnan 6' 14' 74' · Azizol Abu Haniffah 32' 75' · A. Elangovan 42' · Abdul Mubin Mokhtar 47' 54' · Zainal Abidin Hassan 87' |           |       | Asistencia: 11.370 espectadores Árbitro(s): Zulkifli Chaniago | Asistencia: 11.370 espectadores Árbitro(s): Zulkifli Chaniago |

| 14 de mayo de 1993 | Kuwait                              | 2:0 (2:0) | Malasia | Estadio Rey Fahd, Riad, Arabia Saudita                         |                                                                |
|                    | Abdullah Wabran 11' · Ali Marwi 18' |           |         | Asistencia: 15.081 espectadores Árbitro(s): Yadollah Soleimani | Asistencia: 15.081 espectadores Árbitro(s): Yadollah Soleimani |

| 14 de mayo de 1993 | Arabia Saudita                                                                                             | 8:0 (5:0) | Macao | Estadio Rey Fahd, Riad, Arabia Saudita                      |                                                             |
|                    | Hamzah Falatah 8' 25' 85' · Khaled Al-Muwallid 22' · Saeed Al-Owairan 37' 56' 79' · Mansour Al-Muainea 40' |           |       | Asistencia: 15.081 espectadores Árbitro(s): Matar Al-Malood | Asistencia: 15.081 espectadores Árbitro(s): Matar Al-Malood |

| 16 de mayo de 1993 | Kuwait | 8:0 (2:0) | Macao | Estadio Rey Fahd, Riad, Arabia Saudita                     |                                                            |
|                    | Ali Marwi 11' · Abdullah Wabran 44' · Jasem Al-Huwaidi 52' 60' · Hamed Al-Saleh 54' · Wael Sulaiman 81' · Hamoud Al-Shemmari 84' · Fayez Al-Felaij 90' |           |       | Asistencia: 16.641 espectadores Árbitro(s): Ariff Muhiseen | Asistencia: 16.641 espectadores Árbitro(s): Ariff Muhiseen |

| 16 de mayo de 1993 | Arabia Saudita                                 | 3:0 (1:0) | Malasia | Estadio Rey Fahd, Riad, Arabia Saudita                         |                                                                |
|                    | Majed Abdullah 9' 64' · Ahmed Jamil Madani 58' |           |         | Asistencia: 16.641 espectadores Árbitro(s): Yadollah Soleimani | Asistencia: 16.641 espectadores Árbitro(s): Yadollah Soleimani |

| 18 de mayo de 1993 | Macao | 0:5 (0:2) | Malasia                                                                       | Estadio Rey Fahd, Riad, Arabia Saudita                      |                                                             |
|                    |       |           | 10' 43' Azman Adnan · 74' Azizol Abu Haniffah · 77' 85' Paramasivan Ravindran | Asistencia: 34.491 espectadores Árbitro(s): Ali bin Mubarak | Asistencia: 34.491 espectadores Árbitro(s): Ali bin Mubarak |

| 18 de mayo de 1993 | Arabia Saudita                            | 2:0 (1:0) | Kuwait | Estadio Rey Fahd, Riad, Arabia Saudita                    |                                                           |
|                    | Saeed Al-Owairan 23' · Majed Abdullah 89' |           |        | Asistencia: 34.491 espectadores Árbitro(s): Shizuo Takada | Asistencia: 34.491 espectadores Árbitro(s): Shizuo Takada |

### Grupo F
| Equipo    | Pts | PJ | PG | PE | PP | GF | GC | DIF |
| --------- | --- | -- | -- | -- | -- | -- | -- | --- |
| Japón     | 15  | 8  | 7  | 1  | 0  | 28 | 2  | 26  |
| EAU       | 13  | 8  | 6  | 1  | 1  | 19 | 4  | 15  |
| Tailandia | 8   | 8  | 4  | 0  | 4  | 13 | 7  | 6   |
| Bangladés | 4   | 8  | 2  | 0  | 6  | 7  | 28 | -21 |
| Sri Lanka | 0   | 8  | 0  | 0  | 8  | 0  | 26 | -26 |

### Detalle de partidos
| 8 de abril de 1993 | Japón               | 1:0 (1:0) | Tailandia | Universiade Memorial, Kobe, Japón                               |                                                                 |
|                    | Kazuyoshi Miura 29' |           |           | Asistencia: 40.000 espectadores Árbitro(s): Mohd Nazri Abdullah | Asistencia: 40.000 espectadores Árbitro(s): Mohd Nazri Abdullah |

| 8 de abril de 1993 | Sri Lanka | 0:4 (0:2) | Emiratos Árabes Unidos                                                    | Estadio Nishikyogoku, Kioto, Japón                       |                                                          |
|                    |           |           | 21' Ali Thani Jumaa · 24' Adnan Al-Talyani · 56' 88' Khamees Saad Mubarak | Asistencia: 6.000 espectadores Árbitro(s): Yam Ming Chan | Asistencia: 6.000 espectadores Árbitro(s): Yam Ming Chan |

| 11 de abril de 1993 | Japón                                                                             | 8:0 (3:0) | Bangladés | Estadio Olímpico de Tokio, Tokio, Japón                |                                                        |
|                     | Kazuyoshi Miura 18' 44' 52' 53' · Takuya Takagi 25' 57' · Masahiro Fukuda 58' 88' |           |           | Asistencia: 53.000 espectadores Árbitro(s): Jingyin Yu | Asistencia: 53.000 espectadores Árbitro(s): Jingyin Yu |

| 11 de abril de 1993 | Tailandia              | 1:0 (0:0) | Sri Lanka | Universiade Memorial, Kobe, Japón                              |                                                                |
|                     | Kiatisuk Senamuang 62' |           |           | Asistencia: 3.000 espectadores Árbitro(s): Mohd Nazri Abdullah | Asistencia: 3.000 espectadores Árbitro(s): Mohd Nazri Abdullah |

| 13 de abril de 1993 | Sri Lanka | 0:1 (0:0) | Bangladés            | Estadio Mitsuzawa, Yokohama, Japón                      |                                                         |
|                     |           |           | 69' Rizvi Karim Rumi | Asistencia: 1.000 espectadores Árbitro(s): Ahmed Jassim | Asistencia: 1.000 espectadores Árbitro(s): Ahmed Jassim |

| 13 de abril de 1993 | Tailandia | 0:1 (0:0) | Emiratos Árabes Unidos          | Estadio Olímpico de Tokio, Tokio, Japón                 |                                                         |
|                     |           |           | 86' Abdulrazaq Ibrahim Balooshi | Asistencia: 2.000 espectadores Árbitro(s): Byung-Il Noh | Asistencia: 2.000 espectadores Árbitro(s): Byung-Il Noh |

| 15 de abril de 1993 | Japón                                                                     | 5:0 (3:0) | Sri Lanka | Estadio Olímpico de Tokio, Tokio, Japón                   |                                                           |
|                     | Takuya Takagi 10' 49' · Tetsuji Hashiratani 18' · Kazuyoshi Miura 34' 51' |           |           | Asistencia: 40.000 espectadores Árbitro(s): Yam Ming Chan | Asistencia: 40.000 espectadores Árbitro(s): Yam Ming Chan |

| 15 de abril de 1993 | Bangladés | 0:1 (0:0) | Emiratos Árabes Unidos          | Estadio Mitsuzawa, Yokohama, Japón                    |                                                       |
|                     |           |           | 56' Abdulrazaq Ibrahim Balooshi | Asistencia: 1.300 espectadores Árbitro(s): Jingyin Yu | Asistencia: 1.300 espectadores Árbitro(s): Jingyin Yu |

| 18 de abril de 1993 | Japón                                       | 2:0 (1:0) | Emiratos Árabes Unidos | Estadio Olímpico de Tokio, Tokio, Japón                         |                                                                 |
|                     | Tetsuji Hashiratani 20' · Takuya Takagi 76' |           |                        | Asistencia: 55.000 espectadores Árbitro(s): Mohd Nazri Abdullah | Asistencia: 55.000 espectadores Árbitro(s): Mohd Nazri Abdullah |

| 18 de abril de 1993 | Tailandia                                         | 4:1 (2:0) | Bangladés         | Estadio Olímpico de Tokio, Tokio, Japón                  |                                                          |
|                     | Songserm Maperm 20' · Piyapong Pue-on 21' 58' 88' |           | 84' Mamun Joarder | Asistencia: 35.000 espectadores Árbitro(s): Byung-Il Noh | Asistencia: 35.000 espectadores Árbitro(s): Byung-Il Noh |

| 28 de abril de 1993 | Tailandia | 0:1 (0:0) | Japón              | Estadio Al-Maktoum, Dubái, EAU                                    |                                                                   |
|                     |           |           | 49' Takumi Horiike | Asistencia: 4.000 espectadores Árbitro(s): Omer Saleh Al Mehannah | Asistencia: 4.000 espectadores Árbitro(s): Omer Saleh Al Mehannah |

| 28 de abril de 1993 | Emiratos Árabes Unidos                       | 3:0 (1:0) | Sri Lanka | Tahnoun bin Mohammed , Al Ain, EAU                |                                                   |
|                     | Adnan Al-Talyani 40' 54' · Ismail Rashid 89' |           |           | Asistencia: 5.000 espectadores Árbitro(s): Jun Lu | Asistencia: 5.000 espectadores Árbitro(s): Jun Lu |

| 30 de abril de 1993 | Bangladés            | 1:4 (1:3) | Japón                                                                                | Estadio Al-Maktoum, Dubái EAU                                    |                                                                  |
|                     | Rizvi Karim Rumi 11' |           | 2' Masahiro Fukuda · 30' Kazuyoshi Miura · 36' Mitsunori Yoshida · 61' Takuya Takagi | Asistencia: 3.000 espectadores Árbitro(s): Radi Moussa Al Haddad | Asistencia: 3.000 espectadores Árbitro(s): Radi Moussa Al Haddad |

| 30 de abril de 1993 | Emiratos Árabes Unidos                                 | 2:1 (1:0) | Tailandia           | Tahnoun bin Mohammed, Al Ain, EAU                          |                                                            |
|                     | Abdulrazaq Ibrahim Balooshi 10' · Adnan Al-Talyani 63' |           | 90' Songserm Maperm | Asistencia: 13.000 espectadores Árbitro(s): Rachid Medjiba | Asistencia: 13.000 espectadores Árbitro(s): Rachid Medjiba |

| 3 de mayo de 1993 | Emiratos Árabes Unidos | 7:0 (4:0) | Bangladés | Tahnoun bin Mohammed, Al Ain, EAU                 |                                                   |
|                   | Adnan Al-Talyani 4' 65' · Abdulrazaq Ibrahim Balooshi 26' 59' · Fahad Khamees 28' · Nasir Khamees 38' · Mohamed Ahmed 74' |           |           | Asistencia: 4.000 espectadores Árbitro(s): Jun Lu | Asistencia: 4.000 espectadores Árbitro(s): Jun Lu |

| 3 de mayo de 1993 | Sri Lanka | 0:3 (0:2) | Tailandia                   | Estadio Al-Maktoum, Dubái, EAU |                            |
|                   |           |           | 27' 37' 71' Piyapong Pue-on | Árbitro(s): Rachid Medjiba     | Árbitro(s): Rachid Medjiba |

| 5 de mayo de 1993 | Bangladés                  | 1:4 (0:2) | Tailandia                                                                   | Estadio Al-Maktoum, Dubái, EAU                             |                                                            |
|                   | Rumman Bin Wali Sabbir 72' |           | 20' 52' Piyapong Pue-on · 26' Kiatisuk Senamuang · 54' Pongthorn Thiubthong | Asistencia: 1.000 espectadores Árbitro(s): Jamal Al Sharif | Asistencia: 1.000 espectadores Árbitro(s): Jamal Al Sharif |

| 5 de mayo de 1993 | Sri Lanka | 0:6 (0:2) | Japón                                                                                                 | Estadio Al-Maktoum, Dubái, EAU                                    |                                                                   |
|                   |           |           | 31' Ruy Ramos · 42' 56' Masami Ihara · 61' Takuya Takagi · 80' Kazuyoshi Miura · 82' Masashi Nakayama | Asistencia: 1.000 espectadores Árbitro(s): Omer Saleh Al Mehannah | Asistencia: 1.000 espectadores Árbitro(s): Omer Saleh Al Mehannah |

| 7 de mayo de 1993 | Bangladés                               | 3:0 (1:0) | Sri Lanka | Estadio Al-Maktoum, Dubái, EAU                                   |                                                                  |
|                   | Mamun Joarder 8' 78' · Kaiser Hamid 73' |           |           | Asistencia: 1.000 espectadores Árbitro(s): Radi Moussa Al Haddad | Asistencia: 1.000 espectadores Árbitro(s): Radi Moussa Al Haddad |

| 7 de mayo de 1993 | Emiratos Árabes Unidos          | 1:1 (0:0) | Japón                  | Tahnoun bin Mohammed, Al Ain, EAU                           |                                                             |
|                   | Abdulrazaq Ibrahim Balooshi 83' |           | 84' Masaaki Sawanobori | Asistencia: 15.000 espectadores Árbitro(s): Jamal Al Sharif | Asistencia: 15.000 espectadores Árbitro(s): Jamal Al Sharif |

## Fase final
| Equipo          | Pts | PJ | PG | PE | PP | GF | GC | DIF |
| --------------- | --- | -- | -- | -- | -- | -- | -- | --- |
| Arabia Saudita  | 7   | 5  | 2  | 3  | 0  | 8  | 6  | 2   |
| Corea del Sur   | 6   | 5  | 2  | 2  | 1  | 9  | 4  | 5   |
| Japón           | 6   | 5  | 2  | 2  | 1  | 7  | 4  | 3   |
| Irak            | 5   | 5  | 1  | 3  | 1  | 9  | 9  | 0   |
| Irán            | 4   | 5  | 2  | 0  | 3  | 8  | 11 | -3  |
| Corea del Norte | 2   | 5  | 1  | 0  | 4  | 5  | 12 | -7  |

### Detalle de partidos
| 15 de octubre de 1993 | Corea del Norte                                         | 3:2 (0:1) | Irak               | Estadio Internacional Jalifa, Doha, Catar                  |                                                            |
|                       | Kim Kwang-min 63' · Kim Kyong-il 76' · Choi Won-Nam 80' |           | 8' 46' Alaa Kadhim | Asistencia: 20.000 espectadores Árbitro(s): Jaap Uilenberg | Asistencia: 20.000 espectadores Árbitro(s): Jaap Uilenberg |

| 15 de octubre de 1993 | Arabia Saudita | 0:0 (0:0) | Japón | Estadio Internacional Jalifa, Doha, Catar                      |  |
|                       |                |           |       | Asistencia: 20.000 espectadores Árbitro(s): Serge Muhmenthaler |  |

| 16 de octubre de 1993 | Irán | 0:3 (0:1) | Corea del Sur                                          | Estadio Internacional Jalifa, Doha, Catar                    |                                                              |
|                       |      |           | 18' Park Jung-bae · 79' Ha Seok-ju · 81' Ko Jeong-woon | Asistencia: 10.000 espectadores Árbitro(s): Aron Schmidhuber | Asistencia: 10.000 espectadores Árbitro(s): Aron Schmidhuber |

| 18 de octubre de 1993 | Corea del Norte  | 1:2 (0:0) | Arabia Saudita                                 | Estadio Internacional Jalifa, Doha, Catar                   |                                                             |
|                       | Ryu Song-gun 68' |           | 56' Fahad Al-Mehallel · 73' Khaled Al-Muwallid | Asistencia: 15.000 espectadores Árbitro(s): Ion Crăciunescu | Asistencia: 15.000 espectadores Árbitro(s): Ion Crăciunescu |

| 18 de octubre de 1993 | Japón                | 1:2 (0:1) | Irán                                | Estadio Internacional Jalifa, Doha, Catar                |                                                          |
|                       | Masashi Nakayama 88' |           | 45' Reza Hassanzadeh · 85' Ali Daei | Asistencia: 10.000 espectadores Árbitro(s): Fabio Baldas | Asistencia: 10.000 espectadores Árbitro(s): Fabio Baldas |

| 19 de octubre de 1993 | Irak                                | 2:2 (1:1) | Corea del Sur                        | Estadio Internacional Jalifa, Doha, Catar                |                                                          |
|                       | Laith Hussein 32' · Habib Jafar 86' |           | 40' Kim Pan-keun · 67' Hong Myung-bo | Asistencia: 20.000 espectadores Árbitro(s): Joël Quiniou | Asistencia: 20.000 espectadores Árbitro(s): Joël Quiniou |

| 21 de octubre de 1993 | Corea del Norte | 0:3 (0:1) | Japón                                          | Estadio Internacional Jalifa, Doha, Catar                     |                                                               |
|                       |                 |           | 28' 69' Kazuyoshi Miura · 51' Masashi Nakayama | Asistencia: 3.000 espectadores Árbitro(s): Serge Muhmenthaler | Asistencia: 3.000 espectadores Árbitro(s): Serge Muhmenthaler |

| 22 de octubre de 1993 | Irak                              | 2:1 (2:1) | Irán         | Estadio Internacional Jalifa, Doha, Catar                   |                                                             |
|                       | Ahmed Radhi 20' · Alaa Kadhim 38' |           | 21' Ali Daei | Asistencia: 30.000 espectadores Árbitro(s): Ion Crăciunescu | Asistencia: 30.000 espectadores Árbitro(s): Ion Crăciunescu |

| 22 de octubre de 1993 | Corea del Sur    | 1:1 (0:0) | Arabia Saudita         | Estadio Internacional Jalifa, Doha, Catar                  |                                                            |
|                       | Shin Hong-gi 63' |           | 90' Ahmed Jamil Madani | Asistencia: 35.000 espectadores Árbitro(s): Jaap Uilenberg | Asistencia: 35.000 espectadores Árbitro(s): Jaap Uilenberg |

| 24 de octubre de 1993 | Irak           | 1:1 (1:1) | Arabia Saudita       | Estadio Internacional Jalifa, Doha, Catar                |                                                          |
|                       | Ahmed Radhi 1' |           | 36' Saeed Al-Owairan | Asistencia: 20.000 espectadores Árbitro(s): Joël Quiniou | Asistencia: 20.000 espectadores Árbitro(s): Joël Quiniou |

| 25 de octubre de 1993 | Japón               | 1:0 (0:0) | Corea del Sur | Estadio Internacional Jalifa, Doha, Catar                    |                                                              |
|                       | Kazuyoshi Miura 61' |           |               | Asistencia: 15.000 espectadores Árbitro(s): Aron Schmidhuber | Asistencia: 15.000 espectadores Árbitro(s): Aron Schmidhuber |

| 25 de octubre de 1993 | Irán             | 2:1 (0:1) | Corea del Norte  | Estadio Internacional Jalifa, Doha, Catar               |                                                         |
|                       | Ali Daei 49' 66' |           | 22' Choi Won-Nam | Asistencia: 5.000 espectadores Árbitro(s): Fabio Baldas | Asistencia: 5.000 espectadores Árbitro(s): Fabio Baldas |

| 28 de octubre de 1993 | Corea del Sur                                           | 3:0 (0:0) | Corea del Norte | Estadio Suheim bin Hamad, Doha, Catar                      |                                                            |
|                       | Ko Jeong-woon 49' · Hwang Sun-hong 53' · Ha Seok-ju 75' |           |                 | Asistencia: 4.000 espectadores Árbitro(s): Ion Crăciunescu | Asistencia: 4.000 espectadores Árbitro(s): Ion Crăciunescu |

| 28 de octubre de 1993 | Arabia Saudita                                                                        | 4:3 (2:1) | Irán                                          | Estadio Internacional Jalifa, Doha, Catar                  |                                                            |
|                       | Sami Al-Jaber 21' · Fahad Al-Mehallel 27' · Mansour Al-Mousa 47' · Hamzah Falatah 64' |           | 43' 52' Mehdi Fonounizadeh · 90' Javad Manafi | Asistencia: 40.000 espectadores Árbitro(s): Jaap Uilenberg | Asistencia: 40.000 espectadores Árbitro(s): Jaap Uilenberg |

| 28 de octubre de 1993 | Irak                               | 2:2 (0:1) | Japón                                     | Estadio Internacional Jalifa, Doha, Catar                      |                                                                |
|                       | Ahmed Radhi 54' · Jaffar Omran 90' |           | 5' Kazuyoshi Miura · 69' Masashi Nakayama | Asistencia: 15.000 espectadores Árbitro(s): Serge Muhmenthaler | Asistencia: 15.000 espectadores Árbitro(s): Serge Muhmenthaler |

## Clasificados
| Bandera de Arabia Saudita | Bandera de Corea del Sur |
| Arabia Saudita            | Corea del Sur            |